# Митла

Развалины в Митле

Ми́тла (исп. Mitla, сапотекск. Yoo-Paa, Йоо-Паа) — древний город в Мексике.

## География и история
Город расположен на востоке мексиканского штата Оахака, на возвышенной части Теуантепекского перешейка. Поселение на месте Митлы появилось ок. 500 года до н. э., однако наиболее древние из сохранившихся зданий датируются 200 годом н. э. Митла являлась одним из крупнейших центров доколумбовых индейских культур сапотеков и миштеков. По мере возвышения соседнего города Монте-Альбан, население постепенно покидало Митлу и город всё более превращался в культовый комплекс.
Во время своего расцвета (X-XV века) численность населения Митлы превышала 10 тысяч человек, город раскинулся тогда вдоль реки Рио Митла на расстояние более 1 километра. Около 1000 года н. э., с началом нашествия миштеков, город был окружён каменной стеной, была возведена цитадель и здесь разместилась резиденция верховного жреца-правителя сапотеков, а после падения города Монте Альбан — и их столица. В 1494 году город захватили и разграбили ацтеки, а в 1520 году его обнаружили испанские конкистадоры.

## Археология
Первые раскопки и исследования дворцовых помещений в Митле были проведены немецким археологом Э. Зелером в начале XX столетия, затем к этой работе подключились мексиканские учёные М. Коваррубиас, А. Касо.
Уже первый культурный слой поселения в Митле оказался сапотекского происхождения. Учёными было обследовано большое количество хозяйственных, культовых и жилых помещений — в том числе дворец верховного правителя, храмы, каменные стелы. Стены зданий, как внутри, так и снаружи имели сложный мозаичный геометрический орнамент, обнаружены фрагменты фресковой живописи (носящие следы миштекского влияния). Уникален дворец верховного правителя — сложного плана архитектурное сооружение, более похожее на лабиринт, с 4-метровыми колоннами, высеченными из монолитного камня. Найдено большое количество искусно выделанной керамики, погребальных урн и украшений из драгоценных металлов и камней. Раскопки на месте Митлы не прекращаются и по сей день.